# Там, де довга зима
«Там, де довга зима» (рос. «Там, где длинная зима») — радянський художній фільм-кіноповість 1967 року, знятий режисером Олександром Давідсоном на кіностудії «Мосфільм».

## Сюжет
Геолог Юртов їде до Сибіру, де три роки тому було зупинено безперспективні пошуки нафти. Герой наймає відому у професійних колах бригаду бурильника Винничека з Башкирії, домовляється з місцевими лісорубами, і починає зводити табір, мріючи до холодів розпочати пошуки, у сенс яких ніхто не вірить, окрім молодого моториста Генки.

## У ролях
- Хома Воронецький — Юртов
- Сергій Плотников — Романчук
- Валентина Малявіна — Віра
- Федір Чеханков — Генка Пушкін
- Степан Крилов — Винничек
- Іван Савкін — Зимін
- Фелікс Яворський — Ардишкін
- Людмила Дугарова — Надя
- Ольга Гаспарова — Галя
- Олена Максимова — Карпівна
- Галина Антропова — Люба
- Юльєн Балмусов — Гайдуков
- М. Соловйов — Філатич
- Володимир Морозов — епізод
- А. Ного — епізод
- П. Ного — епізод
- Сергій Філіппов — старий
- Федір Шиманський — епізод
- Михайло Семеніхін — епізод

## Знімальна група
- Режисер — Олександр Давідсон
- Сценарист — Едуард Тополь
- Оператор — Володимир Мінаєв
- Композитор — Леонід Афанасьєв
- Художник — Вадим Кислих